# Adrià Guxens Chaparro
Adrià Guxens Chaparro   (Tarragona, 26 de febrer de 1992) és un guionista i director de cinema català que ensenya a l'Escola Superior de Cinema i Audiovisuals de Catalunya. A banda, ha gravat documentals, videoclips, fashion ﬁlms i anuncis. També ha fet de jurat en el Festival de Cinema de Venècia el 2016, el Festival de Cinema de Sitges el 2014 i el Festival de Cinema de Guadalajara, entre d'altres. En l'àmbit periodístic, escriu sobre cinema en diverses publicacions, com Núvol. Les seves tres passions són, doncs, la música, la literatura i el cinema. Va fer de docent en la inauguració dels Tallers de Cinema de Tarragona, la primera escola de cinema de la ciutat, el 22 de març del 2021.

## Formació
Es va graduar cum laude tant en Periodisme a la Universitat de Barcelona com al Grau en Cinema i Mitjans Audiovisuals a l'Escola Superior de Cinema i Audiovisuals de Catalunya. Preludi (2019) va suposar el projecte final de carrera. De fet, quan va acabar l’institut ja pensava a matricular-se a l'ESCAC, però va haver de desistir-hi per motius econòmics. També es va formar al Conservatori de Tarragona i es va titular d'actor de doblatge a l'Escola Catalana de Doblatge.
De sempre l'havien atret les arts —era un lector àvid de manga i còmic en general—, però el cinema li semblava un camp inaccessible fins que s'hi va aconseguir fer lloc. En la primera joventut, va descobrir als Cinemes Renoir de Barcelona el cinema d'autor i més tard va passar a aprofundir en qüestions tècniques relacionades en dedicar-se al doblatge. Atribueix l'interès que professa per l'imaginari asiàtic parcialment al Canal 3XL, atès que té molts referents del continent en qüestió, com són Hayao Miyazaki, Jia Zhangke, Park Chan-wook, Bong Joon-ho i Satoshi Kon.

## Carrera
El 2012, va obtenir una beca per a anar a la Universitat de Califòrnia a Irvine en tant que estudiant d'intercanvi i va treure'n profit cursant tantes assignatures de cinema com va poder. Dues setmanes després d'haver arribat als Estats Units d'Amèrica, ja gravava el primer curtmetratge. Va ser allà on va rodar Did You Like the Movie?, el treball final d'una de les classes que el va fer notar per primera vegada en el món del cinema gràcies als premis i nominacions que va rebre a totes dues bandes de l'oceà Atlàntic.
El setembre del 2020 va ser guardonat amb el Biznaga de plata al millor curtmetratge de temàtica gastronòmica en el 23è Festival de Màlaga per Jin Tian Bu Hui Xia Yu (lit. ‘Em penso que no plourà’), rodat i ambientat a Xangai gràcies a la beca de direcció cinematogràfica Looking China.
El mateix 2020 va debutar com a novel·lista amb Lazos de sangre; va culminar el procés d'escriptura de 8 anys durant el confinament per la pandèmia de COVID-19. És una obra policíaca inspirada en les d'Agatha Christie i l'autor la descriu com un llibre «molt visual, molt atmosfèric» en què es percep la mirada cinematogràfica que s'ha forjat. Actualment, en prepara una adaptació com a sèrie de televisió breu.
El 2022, Tres canciones, una òpera prima que constituiria el seu primer llargmetratge, va ser un dels tres projectes d'Espanya seleccionats per a prendre part en el Malaga Festival Fund & Co-Production Event, que ajuda a desenvolupar projectes ja arrencats o per arrencar. Així doncs, Guxens preveu començar a rodar el film el 2023. Com en altres obres, tracta temes relatius a la comunitat LGBTI, i incorporarà text tant en català com en castellà. Hi vol plasmar la joventut d'un punt de vista més fidel, atès que considera que les veus més madures en la indústria del cinema no ho fan prou bé i no es pot contrarestar generalment per un sostre de vidre generacional en el dit camp.

## Premis i reconeixements
Ha estat premiat diverses vegades: el 2013 al Detroit Trinity International Film Festival pel millor curtmetratge d'un estudiant, el 2017 al Festival de Cinema de Saragossa en la categoria de curtmetratges d'estudiants, el 2020 al Festival de Cine Sant Joan d'Alacant en tant que film d'estudiant, el 2020 també al Festival de Màlaga en la categoria de cuina i el 2021 al Festival Internacional de Cinema en Català-Costa Daurada. Igualment, ha estat nominat i finalista en molts d'altres, com ara el Festival de Cinema d'Alacant, el Festival de Cinema Iberoamericà de Huelva i el Chicago Gay and Lesbian International Film Festival.

## Filmografia
| Any  | Títol                                   | Ref.   |
| ---- | --------------------------------------- | ------ |
| 2012 | Temptation                              | [ 5 ]  |
| 2012 | The Girl                                | [ 18 ] |
| 2013 | Ashes of a Lifetime                     | [ 19 ] |
| 2013 | Naked                                   | [ 20 ] |
| 2013 | Johanna                                 | [ 21 ] |
| 2013 | Piano Is My Forte                       | [ 22 ] |
| 2013 | The Cave                                | [ 23 ] |
| 2013 | Did You Like the Movie?                 | [ 3 ]  |
| 2014 | The International Film Student Syndrome | [ 3 ]  |
| 2015 | Carnevale                               | [ 3 ]  |
| 2015 | Cinema amb Denominació d’Origen         | [ 24 ] |
| 2016 | Sombras                                 | [ 3 ]  |
| 2016 | Criaturas de la noche                   | [ 25 ] |
| 2016 | André                                   | [ 26 ] |
| 2017 | Un instante                             | [ 2 ]  |
| 2017 | La Puerta                               | [ 2 ]  |
| 2017 | Bittersweet Memories                    | [ 27 ] |
| 2018 | Meiying MG-01                           | [ 2 ]  |
| 2019 | Preludi                                 | [ 2 ]  |
| 2020 | Jin Tian Bu Hui Xia Yu                  | [ 11 ] |
| 2023 | Un soroll llunyà                        | [ 12 ] |
| 2024 | Kokuhaku                                | [ 12 ] |
| 2024 | Una cançó Hakka                         |        |
| ...  | Quinze minuts                           | [ 15 ] |